# Siegfried Sommer

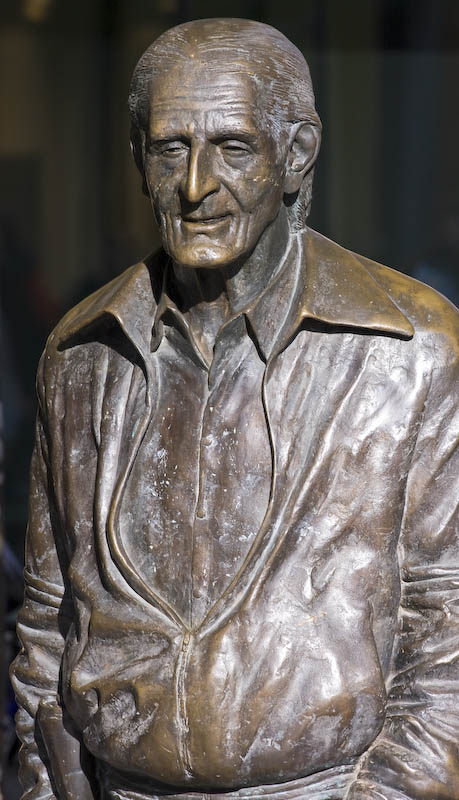
Statue de bronz din strada Rosenstraße, München

Siegfried (Sigi) Sommer (n. 23 august 1914 în München, d. 25 ianuarie 1996) a fost un scriitor și jurnalist german. 

## Opere
- Kinohelden (1945)

## Filme după opere de Siegfried (Sigi) Sommer
- 1996 - Und keiner weint mir nach - Regia: Joseph Vilsmaier

## Literatură
- Werner Meyer: Wie rasend verfliegen die Jahr - Sigi Sommer - Chronist, Journalist, Spaziergänger ISBN 3-86520-068-0

## Premii
- 1975 Karl-Valentin-Orden